# Why Fight the Feeling?
Why Fight The Feeling? è un album del cantante Pop e Rhythm and blues Roy Hamilton, pubblicato dalla Epic Records nel febbraio 1959.

## Tracce

### LP (1959, Epic Records, LN 3545, BN 525)
Lato A
1. Something's Gotta Give – 2:39 (Johnny Mercer)
2. Can't Get Out of This Mood – 2:44 (testo: Frank Loesser – musica: Jimmy McHugh)
3. Why Fight the Feeling – 2:45 (Frank Loesser)
4. Change Partners – 2:37 (Irving Berlin)
5. I Could Write a Book – 2:39 (testo: Lorenz Hart – musica: Richard Rodgers)
6. You Belong to My Heart – 2:50 (Agustín Lara; adattamento testo in inglese di Ray Gilbert)

Lato B
1. Let's Do It – 2:50 (Cole Porter)
2. You May Not Love Me – 2:43 (testo: Johnny Burke – musica: Jimmy Van Heusen)
3. To the Ends of the Earth – 2:12 (testo: Noel Sherman – musica: Joe Sherman)
4. Love Me – 2:13 (John Lewis, Johnny Lehmann)
5. Kiss Me First – 2:38 (testo: Steve Allen – musica: Neal Hefti)
6. I'll Live True to You – 2:11 (William Thornton Ford)

- Durata brani ricavati dal CD pubblicato nel 2002 dalla Collectables Records (COL-CD-7517)

## Musicisti
- Roy Hamilton – voce
- Neal Hefti – direttore d'orchestra, arrangiamenti

### Produzione
- Bill Cook – note retrocopertina album originale [2]